# Thermococcus gammatolerans
A Thermococcus gammatolerans a Thermococcaceae családba tartozó extremofil és az ismert szervezetek között a legtöbb sugárzásnak ellenálló  Archaea faj. Az archeák – ősbaktériumok – egysejtű, sejtmag nélküli prokarióta szervezetek.
2003-ban fedezték fel tengeralatti hidrotermális forrásnál a Guaymas-medencében mintegy 2000 méter mélyen Kalifornia partjainál, 55–95 °C között virágzik, az optimális hőmérséklet a fejlődéséhez körülbelül 88 °C. Optimális pH a növekedéséhez 6, amit a kén jelenléte is támogat amit hidrogén-szulfiddá redukál.
A Palaeococcus a Pyrococcus és a Thermococcus együtt a Thermococcaceae családba tartoznak, ami a Thermococci osztály egyetlen családja az Euryarchaeota törzsben az Archeák között. A Thermococcus fajok extrém forró környezetben élnek, például a hidrotermális forrásoknál és az optimális hőmérséklet a növekedésükhöz 80 °C felett van. A Thermococcus és a Pyrococcus (szó szerint tűzgolyó) egyaránt kemoorganotróf anaerob szervezetek. A Thermococcus fajok inkább a 70-95 °C, míg a Pyrococcus inkább 70-100 °C közti hőmérsékletet preferálja.
Az ionizáló sugárzással szemben rendkívül ellenálló. Egy 5 Gy dózis képes megölni egy embert, és egy 60 Gy dózis képes megölni minden sejtet egy E. coli kolóniában. Addig a Thermococcus gammatolerans túléli a hosszabb idő alatt elnyelődő akár 30 000 Gy dózist is, és képes megőrizni az életképességét egy pillanatnyi idő alatt elnyelt 5000 Gy dózis után is.

## Neve
A Thermococcus két görög szóból áll: a therme jelentése hőség, a kokkos pedig mag. A gammatolerans két latin szóból áll: gamma: utalva a gamma-sugárzásra, tolerans arra utal hogy képes elviselni a magas szintű γ-sugárzást.

## Felfedezése
2003-ban fedezték fel egy hidrotermális kürtőből vett mintákból a Guaymas-medencében mintegy 2000 méter mélyen Kalifornia partjainál (27° 1' N, 111° 24' W).

## Leírása
Eltérően más élőlényektől a sejtjeinek a túlélése nem változik meg a feltételek megváltozásával a növekedési fázisban, de az ideális feltételek és a tápanyagok hiánya csökkenti a sugárzással szembeni ellenálló képességét. A kromoszomális DNS-javító rendszere azt mutatja, hogy a sejtek stacioner növekedési fázisban jóval gyorsabban állítják helyre a DNS-t, mint az exponenciális növekedési fázisban. Képes gyorsan és lassan is helyreállítani a sérült kromoszómákat az életképesség elvesztése nélkül.

## Alkalmazása
Tanulmányozták az alkalmazását új enzimatikus markerek kifejlesztésében, amelyek ellenállnak a magas hőmérsékletnek, és alkalmazásukkal lehetne tanulmányozni a karcinogenezist és a mitokondriális betegségek fejlődését. Úgy gondolják hogy a DNS-javító mechanizmusait be lehetne építeni a felsőbbrendű fajok genomjába a DNS-javítás javítása érdekében  és a celluláris öregedés csökkentése miatt.